# 豆狸 (企業)
豆狸（まめだ）は、いなり寿司の製造・販売を行っている店舗の屋号である。
2006年（平成18年）6月1日から2012年（平成24年）3月31日までは同名の大阪府の企業として事業を展開していた。

## 歴史・概要
大阪・梅田が発祥の地で、1972年（昭和47年）に「豆狸」の屋号でいなり寿司の製造・販売を始めた。
1929年（昭和4年）11月に設立された植田奈良漬製造株式会社から発展した阪急百貨店の食品製造子会社であった阪急食品工業株式会社の一部門としていなり寿司の製造・販売を行っていた。
2006年（平成18年）6月1日に阪急食品工業株式会社の豆狸カンパニーが分社化して株式会社豆狸として設立された。
同年9月1日付で食品事業グループを統括する中間持ち株会社として株式会社阪食が設立されて同社の子会社となった。
2012年（平成24年）4月1日に同じく阪食の100%子会社で弁当や惣菜などの製造・販売を手掛けていた阪急デリカと合併して株式会社豆狸は6年弱の歴史に終止符を打ち、阪急デリカの一部門として営業を続けている。
阪急百貨店うめだ本店食料品売場にある豆狸阪急うめだ本店では、いなり寿司を1日7000個売り上げるほか、エイチ・ツー・オー リテイリングが地盤とする関西に限らず、中四国・沖縄以外の各地方にもいなり寿司専門店を出店している。